# Campionato Panamericano 2024 (hockey su pista)
Il campionato panamericano di hockey su pista 2024 è stata l'11ª edizione dell'omonimo torneo di hockey su pista per squadre nazionali maschili americane. Il torneo si è svolto in Colombia a Bogotà dal 4 al 21 marzo 2024.
A vincere il torneo è stata l'Argentina per la nona volta nella sua storia sconfiggendo in finale il Cile.

## Formula
Il campionato panamericano 2024 fu disputato da sei selezioni nazionali tramite la formula del girone all'italiana con gare di andata e ritorno. Vennero attribuiti tre punti per l'incontro vinto, uno per l'incontro pareggiato e zero in caso di sconfitta. Dopo la prima fase venne disputata la finale; la squadra vincitrice della finale venne proclamata campione.

## Squadre partecipanti
| Pr. | Squadra     | Partecipazioni precedenti al torneo                  |
| --- | ----------- | ---------------------------------------------------- |
| 1   | Argentina   | 1979, 1983, 1987, 1991, 1993, 1995, 2005, 2011, 2018 |
| 2   | Brasile     | 1979, 1983, 1987, 1991, 1993, 1995, 2018             |
| 3   | Cile        | 1979, 1983, 1991, 2005, 2011, 2018, 2021             |
| 4   | Colombia    | 1987, 1991, 1993, 1995, 2005, 2011, 2018, 2021       |
| 5   | Messico     | 1993, 2005, 2018, 2021                               |
| 6   | Stati Uniti | 1979, 1983, 1987, 1991, 1993, 1995, 2005, 2018       |

Nota bene: nella sezione "partecipazioni precedenti al torneo" le date in grassetto indicano la squadra che ha vinto quell'edizione del torneo

## Svolgimento del torneo

### Prima fase

#### Classifica finale
| Pos. | Squadra     | Pt | G | V | N | P | GF | GS | DR  |
| ---- | ----------- | -- | - | - | - | - | -- | -- | --- |
| 1.   | Cile        | 13 | 5 | 4 | 1 | 0 | 35 | 11 | +24 |
| 2.   | Argentina   | 12 | 5 | 4 | 0 | 1 | 39 | 9  | +30 |
| 3.   | Colombia    | 10 | 5 | 3 | 1 | 1 | 26 | 13 | +13 |
| 4.   | Stati Uniti | 6  | 5 | 2 | 0 | 3 | 22 | 32 | -10 |
| 5.   | Brasile     | 3  | 5 | 1 | 0 | 4 | 12 | 25 | -13 |
| 6.   | Messico     | 0  | 5 | 0 | 0 | 5 | 7  | 51 | -44 |

#### Risultati
| Bogotà 4 marzo 2024 | Colombia | 4 – 1 | Brasile |  |

| Bogotà 4 marzo 2024 | Cile | 8 – 2 | Stati Uniti |  |

| Bogotà 4 marzo 2024 | Argentina | 13 – 0 | Messico |  |

| Bogotà 5 marzo 2024 | Colombia | 5 – 5 | Cile |  |

| Bogotà 5 marzo 2024 | Messico | 2 – 6 | Brasile |  |

| Bogotà 5 marzo 2024 | Argentina | 12 – 3 | Stati Uniti |  |

| Bogotà 6 marzo 2024 | Colombia | 7 – 2 | Stati Uniti |  |

| Bogotà 6 marzo 2024 | Argentina | 9 – 1 | Brasile |  |

| Bogotà 6 marzo 2024 | Messico | 1 – 14 | Cile |  |

| Bogotà 7 marzo 2024 | Colombia | 2 – 3 | Argentina |  |

| Bogotà 7 marzo 2024 | Brasile | 1 – 5 | Cile |  |

| Bogotà 7 marzo 2024 | Stati Uniti | 10 – 2 | Messico |  |

| Bogotà 8 marzo 2024 | Colombia | 8 – 2 | Messico |  |

| Bogotà 8 marzo 2024 | Argentina | 2 – 3 | Cile |  |

| Bogotà 8 marzo 2024 | Brasile | 3 – 5 | Stati Uniti |  |

### Finale 5º/6º posto
| Bogotà 4 marzo 2024 | Brasile | 8 – 1 | Messico |  |

### Finale 3º/4º posto
| Bogotà 4 marzo 2024 | Colombia | 2 – 3 | Stati Uniti |  |

### Finale 1º/2º posto
| Bogotà 4 marzo 2024 | Cile | 2 – 3 | Argentina |  |